# شورای عالی جمهوری شوروی سوسیالیستی تاجیکستان
شورای عالی جمهوری شوروی سوسیالیستی تاجیکستان (تاجیکی: Совети Олии РСС Тоҷикистон ; روسی: Верховный Совет Таджикской ССР) شورای عالی (نهاد اصلی قانونگذاری) جمهوری شوروی سوسیالیستی تاجیکستان، یکی از جمهورهای متشکل از اتحاد جماهیر شوروی سوسیالیستی بود. شورای عالی قدرت بسیار کمی داشت و دستورات حزب کمونیست تاجیکستان را تا زمان برگزاری انتخابات دموکراتیک در طول گلاسنوست و پرسترویکا اجرا می‌کرد.

## روسا
- نعمت آشوروف (۱۳ ژوئیه ۱۹۳۸ -؟)
- طاهر پولاتوف (۱۹۴۵–۱۹۵۲)
- عبدو وحید خصانوف (؟ - ۱۷ اوت ۱۹۶۱)
- می‌رسید میرشکار (۱۷ اوت ۱۹۶۱–۳ ژوئیه ۱۹۷۵)
- ژورایف قندیل (۳ ژوئیه ۱۹۷۵–۲۵ مارس ۱۹۸۰)
- عثمان حسنوف (۲۵ مارس ۱۹۸۰–۲۹ مارس ۱۹۸۵)
- طالبک نظروف (۲۹ مارس ۱۹۸۵–۱۸ نوامبر ۱۹۸۸)
- موراتالی تباروف (۱۸ نوامبر ۱۹۸۸–۱۲ آوریل ۱۹۹۰)